# John Lundgren
John Otto Lundgren (12 de octubre de 1968) es un bajo-barítono sueco de carrera internacional, especialmente en Dinamarca.

## Biografía
Nació y creció en Suecia pero se educó en Copenhague donde reside y trabaja. Pertenece al Royal Danish Theatre donde debutó como Schaunard en La Bohème, seguido por Enrico Ashton en Lucia di Lammermoor, Posa en Don Carlo, Amonasro en Aida, Scarpia en Tosca, Kurwenal en Tristan und Isolde, y Der Fliegende Holländer. 
Actuaciones internacionales incluyen Carlo Gérard en Andrea Chenier y Jack Rance en La Fanciulla del West. En 2005 fue Próspero en The Tempest de Thomas Adès y Devlin en el estreno mundial de Notorius junto a Nina Stemme.
En 2016 cantó Jaroslav Prus El caso Makropulos en la Bayerischer Staatsoper, Telramund y Jack Rance en la Deutsche Oper Berlin, Kurwenal en Zürich Opera y Leipzig.
Desde 2016 canta anualmente en el Festival de Bayreuth, donde ha interpretado a Wotan en El Anillo del Nibelungo y al Holandés errante en la ópera homónima.
Ganador del Birgit Nilsson Prize y galardonado con la Orden de Dannebrog .